# Gregor Strasser

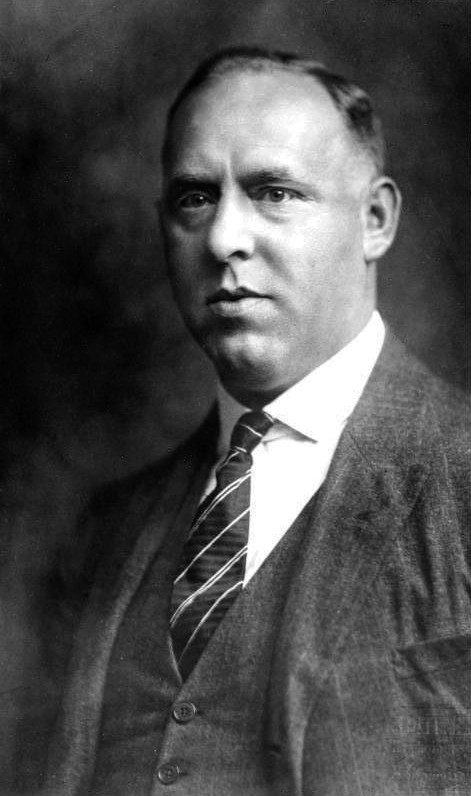
Georg Strasser

Gregor Strasser, scris în germană și Straßer, (n. 31 mai 1892 - d. 30 iunie 1934) a fost un politician german și figură proeminentă a Partidului Nazist.
Ulterior intră în opoziție cu Hitler și este asasinat în "Noaptea cuțitelor lungi".
Fratele său, Otto Strasser, a fost de asemenea o figură importantă a nazismului, care a fondat Frontul Negru, formațiune de opoziție față de Partidul Nazist.
De la numele său provine denumirea strasserism al unui curent politic, derivat din nazism și preluat ulterior de neonazism.